# End of the Road Festival
End of the Road Festival je hudební festival, konaný každoročně koncem srpna či počátkem září. Odehrává se na území Larmer Tree Gardens na hranicích hrabství Dorset a Wiltshire. Počínaje rokem 2008 byl každý ročník festivalu vyprodán (informace k roku 2018). V roce 2011 získal cenu UK Festival Awards za „nejlepší malý festival“. V letech 2016, 2017 a 2018 zvítězil ve stejné kategorii ocenění NME Awards.

## Někteří účinkující

### 2006
Badly Drawn Boy, Ryan Adams, Kathryn Williams, Jolie Holland, Frightened Rabbit

### 2007
Yo La Tengo, Super Furry Animals, Josh T Pearson, King Creosote, Euros Childs, Joan as Police Woman

### 2008
Calexico, Mercury Rev, Bon Iver, Dirty Three, Noah & the Whale

### 2009
Fleet Foxes, Dirty Projectors, Neko Case, The Horrors, Josh T Pearson, Mumford & Sons, Okkervil River

### 2010
Modest Mouse, Yo La Tengo, Wilco, Iron & Wine, Dylan LeBlanc, The New Pornographers, Caribou

### 2011
Joanna Newsom, Mogwai, Laura Marling, The Walkmen, Wild Beasts, Lykke Li, Gruff Rhys, The Black Angels, Kurt Vile, Gordon Gano & the Ryans, Zola Jesus

### 2012
Patti Smith, Grizzly Bear, Alabama Shakes, Dirty Three, Mark Lanegan, Robyn Hitchcock, Graham Coxon, Anna Calvi

### 2013
Sigur Rós, Belle and Sebastian, David Byrne & St. Vincent, Dinosaur Jr., Cass McCombs

### 2014
The Flaming Lips, Wild Beasts, St. Vincent, The Horrors, Yo La Tengo, Gruff Rhys, Ezra Furman, Cate Le Bon, H. Hawkline, Marissa Nadler, Benjamin Clementine

### 2015
Tame Impala, Sufjan Stevens, The War on Drugs, Fat White Family, Flo Morrissey, H. Hawkline

### 2016
The Shins, Joanna Newsom, Animal Collective, Bat for Lashes, Cat Power, Devendra Banhart, Thee Oh Sees, Broken Social Scene, Thurston Moore, Scritti Politti, Bill Ryder-Jones, Eleanor Friedberger, Anna Meredith

### 2017
Father John Misty, Lucinda Williams, Ty Segall, Perfume Genius, Alvvays, Nadine Shah, Bill Ryder-Jones, The Jesus & Mary Chain, Slowdive, Real Estate

### 2018
John Cale, Gruff Rhys, Yo La Tengo, St. Vincent, Fat White Family, Vampire Weekend, Ezra Furman, Titus Andronicus, Jeff Tweedy, Julia Holter, Ariel Pink, Moor Mother, Sweet Baboo, Gwenno Saunders

### 2019
Cate Le Bon, Spiritualized, Michael Kiwanuka, Kelly Lee Owens, Courtney Barnett, Wire, Metronomy, Kate Tempest, Deerhunter, Jarvis Cocker, Lonnie Holley, Parquet Courts, Yves Tumor, Fontaines D.C.

### 2020
V roce 2020 měli na festivalu vystoupit Pixies, King Krule, Angel Olsen, Big Thief, Bright Eyes, Richard Hawley, Aldous Harding, Anna Meredith a další. Kvůli pandemii covidu-19 byl celý festival nakonec zrušen.